# Whiplash (zespół muzyczny)
Whiplash – amerykański zespół thrash metalowy, założony w 1984 roku w New Jersey przez Tony'ego Portaro (wokal i gitara), Tony'ego Scaglione (perkusja) i Tony'ego Bono (bas).

## Historia
Oryginalny skład nagrał debiutancki album Power and Pain dla Roadrunner Records w 1986 roku. Joe Cangelosi zastąpił Scaglione tego samego roku, gdy ten wystąpił z zespołu, aby dołączyć do trasy ze Slayerem. Ten pierwszy nagrał z resztą zespołu Ticket to Mayhem w 1987 roku. W 1989, Glenn Hensen dołączył jako wokalista, aby nagrać album Insult to Injury. Zespół uległ rozwiązaniu wskutek sporów finansowych, ale odnowił się w 1995 po połączeniu sił Portaro i Scaglione na rzecz europejskiej trasy M.O.D. Billy'ego MIlano. Whiplash nagrał dwa przyszłe albumy – Cult of One i Sit, Stand, Kneel, Prey, zanim oryginalny skład nagrał w 1998 Thrashback.
Basista Tony Bono umarł w 2002 roku na skutek ataku serca w wieku 38 lat.
W 2009 Portaro i Cangelosi odtworzyli zespół, rekrutując basistę Richiego Daya i nagrywając Unborn Again. które zostało we wrześniu 2009 rok. Zespół występował na wielu festiwalach w Europie, również podczas Wacken Open Air w Niemczech, Jalometalli w Finlandii oraz na koncertach we Włoszech, Norwegii, Meksyku czy Kolumbii.
Na początku grudnia 2010, Portaro ogłosił powrót oryginalnego perkusisty. Do zespołu dołączył również nowojorski basista David DeLong, na którego twórczość miała wpływ muzyka metalowa, hardcore'owa oraz punkowa z nowojorskiej sceny lat 80.
Whiplash rozpoczął trasę Power and Pain 2011 w Grecji oraz we Włoszech w kwietniu 2011. Uczestnicząc w festiwalu Hellfest we Francji oraz na koncercie w rodzinnej miejscowości Portaro, Whiplash był headlinerem podczas Slaughter by the Water 2011 w San Francisco. Po powrocie z Kalifornii, muzycy rozpoczęli pisanie nowego materiału i uczestniczyli w kolejnym wydarzeniu w New Jersey przed zakończeniem trasy trzema koncertami w Chile. W styczniu 2012 roku, Whiplash był headlinerem thrash metalowych występów w Filadelfii i New Jersey. W marcu i kwietniu zespół koncertował w Holandii, Niemczech i Portugalii.
Obecnie grupa jest skupiona na kończeniu nowego nagrania po powrocie z Kolumbii, gdzie była headlinerem na Convivencia Rock 2012 w lipcu tego roku. 10 października 2015 zespół ponownie zapowiedział ponowny powrót oryginalnego perkusisty. Pracowali oni również nad nową EPką Old School American Way.

## Członkowie zespołu

### Obecni członkowie zespołu
- Tony Portaro – gitara, wokal (1984-1999, 2007-obecnie)
- Tom Tierney – perkusja (2016-obecnie)
- David DeLong – bas, chórki (2011-obecnie)

### Chronologia
- Dave Jengo – funkcja nieznana
- Rob Harding – bas (1984)
- Pat Burns – bas (1984)
- Tony Scaglione – perkusja (1984–1986, 1995–1996, 1998–1999, 2010–2011, 2015–2016)
- Mike Orosz – wokal (1984)
- Tony Bono – bas (1985–1990, 1998–1999)
- Joe Cangelosi – perkusja (1987–1990, 2007–2010)
- Glenn Hansen – wokal (1988–1990)
- James Preziosa – bas (1995–1997)
- Stewart Stevens – bas (1995)
- Warren Conditi – gitara (1995–1996), wokal (1996–1998)
- Rob Gonzo – wokal (1995–1996)
- Bob Candella – perkusja (1996–1997)
- Rich Day – bas (2007–2011)
- Dan Foord – perkusja (2011–2014)
- Charlie Zeleny – perkusja (2014–2015)

### Muzycy koncertowi
- Jim DeMaria – perkusja (obecnie)
- Henry Veggian – wokal (w przeszłości)

## Dyskografia

### Dema
- 1984: Fire Away
- 1984: Thunderstruk
- 1985: Looking Death in the Face
- 1985: Untitled 3 Track demo

### Albumy studyjne
- 1986: Power and Pain
- 1987: Ticket to Mayhem
- 1989: Insult to Injury
- 1996: Cult of One
- 1997: Sit Stand Kneel Prey
- 1998: Thrashback
- 2009: Unborn Again

### EPki
- 2016: Old School American Way